# Ny-Ålesund
Ny-Ålesund – osada na wyspie Spitsbergen archipelagu Svalbard, znajdującą się około 1200 km od bieguna północnego, położona na 78°55′N 11°56′E/78,916667 11,933333. Jest to najdalej na świecie wysunięta na północ funkcjonująca jednostka osadnicza.
Znajduje się tu siedziba wielu stacji naukowo-badawczych narodowych i międzynarodowych wchodzących w skład systemu Światowej Obserwacji Atmosfery (ang. Global Atmosphere Watch). W zimie przebywa tu 30 osób, a w lecie 130, w sumie ze stałymi mieszkańcami. Transport odbywa się drogą lotniczą lub morską praktycznie przez cały rok. Swoje placówki badawcze mają tu m.in.: Norwegia, Niemcy, Francja, Chiny, Korea Południowa, Wielka Brytania i Japonia.

## Historia
Od 1916 przedsiębiorstwo Kings Bay Kull Compani A/S (KBKC), założone przez biznesmenów z Ålesundu, prowadziło w Ny-Ålesundzie kopalnię węgla. W 1933 przedsiębiorstwo zostało przejęte przez norweski rząd. W listopadzie 1962 wybuch metanu spowodował śmierć 21 górników. Ten poważny wypadek i stwierdzone przez komisję badającą przyczyny wypadku niedociągnięcia zdecydowały o zamknięciu kopalni przez norweski parlament. Dla potrzeb kopalni zbudowano linię kolejową, była to najbliżej bieguna położona kolej na świecie. Od 1968 w Ny-Ålesundzie mieści się baza Norweskiego Instytutu Polarnego. W latach osiemdziesiątych i dziewięćdziesiątych rozwijały tutaj swoją działalność badawczą również inne kraje i Ny-Ålesund stopniowo przekształcił się w międzynarodową stację badawczą. W 2004 otworzyła tutaj swą pierwszą arktyczną stację badawczą Chińska Republika Ludowa.

### Historia wypraw na biegun z Ny-Ålesundu
W 1925 Amundsen podjął próbę dotarcia do Bieguna Północnego samolotem. Amerykanin Lincoln Ellsworth sfinansował zakup dwóch wodnosamolotów. 21 maja samoloty N-24 i N-25 Ekspedycji Amundsen – Ellsworth wystartowały do lotu w kierunku bieguna. Na 88°N, w odległości ok. 1000 km od miejsca startu, na skutek defektu silnika jednego z samolotów nastąpiło przymusowe lądowanie na powierzchni wolnego od lodu kanału wodnego. Usuwanie defektu samolotu oraz przygotowanie drogi startowej, bo wodny kanał zamarzł, trwało 24 dni. Po dramatycznym starcie N-25 – z sześcioma uczestnikami ekspedycji na pokładzie trzymiejscowego samolotu, z nierównej powierzchni drogi startowej, trzykrotnie krótszej niż wymagana długość – powrócił do miejsca startu. Fakt ten Norwegowie uczcili później ustawieniem w Ny-Ålesundzie granitowego pomnika
9 maja 1926 Richard Byrd i Floyd Bennett, startując z Ny-Ålesundu, dokonali próby osiągnięcia bieguna północnego samolotem Fokker F.VII/3m o nazwie Josephine Ford. Chcieli w ten sposób uprzedzić przygotowywaną, międzynarodową ekspedycję Amundsena, której celem miał być przelot sterowcem na trasie Spitsbergen – Biegun Północny – Alaska. Pomimo nieusuniętych po dziś dzień wątpliwości, czy Byrd rzeczywiście doleciał nad sam biegun, czy jedynie w jego pobliże, był to pierwszy udany lot samolotem w rejon Bieguna Północnego.
11 maja sterowiec „Norge” z 15 osobową Międzynarodową Ekspedycją Amundsen – Ellsworth – Nobile wystartował z brzegu fiordu Kongsfjorden. Sterowiec przeleciał nad Biegunem Północnym i po 42 godzinach lotu (3500 km) minął w odległości ok. 15 km Point Barrow na Alasce. Po 72 godzinach lotu (5400 km) „Norge” wylądował w Teller (Alaska), ok. 150 km na północny zachód od Nome. Był to pierwszy przelot transantarktyczny nad Biegunem Północnym.
W kwietniu 1928 w fiordzie Kongs w Ny-Ålesundzie, po przelocie transarktycznym długości 4000 km z Alaski, wylądowali George Hubert Wilkins i Carl Ben Eielson. W tym samym 1928 Umberto Nobile, włoski projektant sterowca, uczestnik ekspedycji „Norge” zorganizował włoską wyprawę do bieguna. 23 maja 1928 sterowiec „Italia” z 16-osobową załogą wystartował z Ny-Ålesundu nad Kongsfjorden i pomyślnie dotarł do bieguna. W drodze powrotnej nastąpiła awaria. Sterowiec obniżył wysokość i uderzył o zwały lodu. Gondola sterowca z gen. Nobile i 9 uczestnikami lotu oderwała się od kadłuba. Jeden z członków załogi zginął na miejscu, pozostali wyszli z katastrofy lekko kontuzjowani. Sterowiec pozbawiony balastu z pozostałymi 6 członkami załogi uniósł się w górę i gnany silnym wiatrem odleciał w nieznane. Po wielu dniach przebywania na dryfującym lodzie rozbitkom udało się nawiązać łączność radiową i zawiadomić o katastrofie. Ny-Ålesund stał się centrum międzynarodowej akcji ratunkowej. W akcji uczestniczyły samoloty, statki i ok. 1300 ludzi. Nobilego zabrał dwumiejscowy szwedzki samolot, który wylądował na krze, a 7 rozbitków uratował rosyjski lodołamacz „Krasin”. Wraku sterowca i pozostałych 6 członków załogi nigdy nie odnaleziono. W tym czasie Roald Amundsen wyruszył z Tromsø na Spitsbergen, by włączyć się do akcji poszukiwawczej. Samolot Latham, na pokładzie którego znajdował się Amundsen, nie doleciał do Ny-Ålesund, prawdopodobnie uległ katastrofie w pobliżu Wyspy Niedźwiedziej. Wraku samolotu i załogi nie odnaleziono.
W 1963 na koszt rządu włoskiego w tundrze koło Ny-Ålesundu, niedaleko pomnika Amundsena i Ellswortha, wzniesiony został metalowy pomnik na pamiątkę lotu sterowca „Italia”.